# Social Waste
Social Waste és un grup grec de hip-hop. Es va crear a Heraklion, Creta, l'11d'octubre de 1999 per un grup d'estudiants de 17 anys. La formació consta de cinc membres: Leonidas Oikonomaki, Manolis Tsantiraki, Manolis Velegraki, Duke George i John Skoulataki. Les seves cançons combinen lletres sociopolítiques i el dinamisme del hip-hop amb sons tradicionals mediterranis, com el llaüt, la gaita i la baglama. Les seves lletres estan plenes de referències a poetes i escriptors del món, així com a la situació sociopolítica a Grècia, la Mediterrània i el món.

## Discografia
- El hip-hop del mediterrani (2017)
- Amb un galió pirata (2015)
- En la celebració de la Utopia (2013)
- ... Era un viatge (2001)